# Synthliboramphus wumizusume
L'urietta crestata o urietta del Giappone (Synthliboramphus wumizusume, Temminck 1836) è un uccello marino della famiglia degli alcidi.

## Distribuzione e habitat
Questo uccello è endemico delle regioni a corrente calda del Giappone centrale e meridionale, dove nidifica su molte isole disabitate al largo di Kyūshū e sulle Isole Izu. Alcuni esemplari nidificano anche sull'Isola di Gugul nella Corea del Sud o nel Golfo di Pietro il Grande in Russia. In inverno migra a nord, mantenendosi in una zona a sudest di Hokkaidō e lungo le coste orientali di Honshū e Kyūshū; alcuni esemplare sono stati avvistati anche sulle Isole Ryukyu.